# Triller
De triller is een versiering van een muzieknoot die bestaat uit een snelle afwisseling tussen de hoofdtoon en de grote of kleine bovensecunde. Een triller wordt aangegeven met een golvend lijntje boven de noot of met de afkorting tr.
Of de triller met hoofdnoot of bovensecunde dient te beginnen is een doorlopend punt van discussie. Vuistregel: In muziek uit de barok (tot circa 1750) begint de triller altijd met de bovensecunde, tenzij de noot ervoor reeds de bovensecunde is. In de muziek van na 1750 begint de triller meestal op de hoofdnoot, maar ook daar wordt door smaak en stijlgevoel soms van afgeweken.

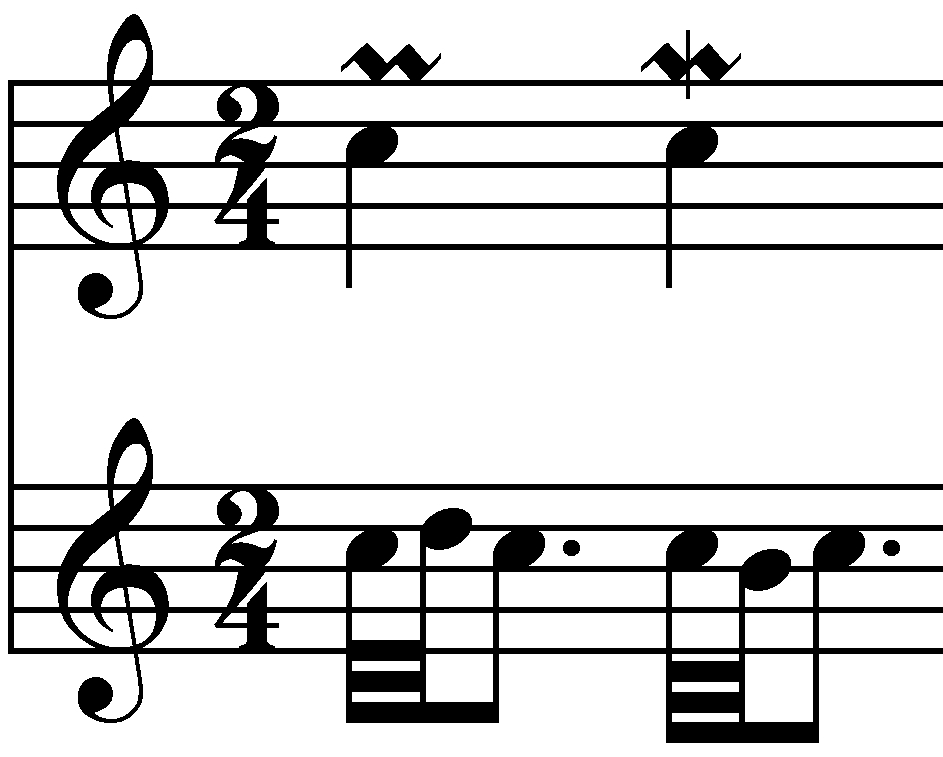
Een pralltriller en een mordent

Met name in de barokmuziek bestaan er veel verschillende soorten trillers, waaronder:
- pralltriller (korte triller met bovensecunde, meestal 3 tot 6 noten lang)
- mordent (korte triller met ondersecunde, meestal 3 noten lang)

Trillers kunnen worden geëindigd met een naslag bestaand uit twee noten. Deze naslag is doorgaans een ondersecunde onder de hoofdnoot, vergelijkbaar met de mordent.